# Periscyphis vittatus
Periscyphis vittatus là một loài chân đều trong họ Eubelidae. Loài này được Omer-Cooper miêu tả khoa học năm 1926.